# میرزا ابراهیم‌خان صحاف‌باشی
میرزا ابراهیم‌خان صحاف‌باشی (۱۲۳۴–۱۳۰۱ خورشیدی) که گاه با نام ابراهیم‌خان صحاف‌باشی تهرانی شناخته می‌شود، عکاس و فیلم‌بردار پیشگام اهل ایران بود که نخستین مکان نمایش تجاری فیلم را در ایران راه‌اندازی کرد. با وجود این که هیئت کاتولیک فرانسه در سال ۱۲۷۹ نخستین سینمای عمومی را با نام سینما سولیل در تبریز تأسیس کرد، اما نخستین تماشاخانهٔ تجاری ایران در حدود آبان ۱۲۸۳ توسط صحاف‌باشی در تهران پایه‌گذاری شد. علاوه بر این، صحاف‌باشی یک سخن‌ران را در این تماشاخانه استخدام کرد تا آنچه روی صفحه نمایش می‌یافت را برای مخاطبان ناآشنا توضیح دهد.

## فعالیت حرفه‌ای
صحاف‌باشی در ۱۲۷۵ سفرهای گستردهٔ خود به مکان‌هایی شامل ایالات متحده، ژاپن و اروپا آغاز کرد و این سفرهای خود را در سال ۱۲۷۶ نیز ادامه داد. او در کنار مهدی‌قلی هدایت (که هفت سال پس از صحاف‌باشی و در سال ۱۲۸۳ به ژاپن سفر کرد)، یکی از نخستین ایرانیانی بود که سفرنامه‌ای شخصی را بر پایهٔ تجربیات دست اول خود در شرق آسیا به نگارش درآورد. او سفرهای خود را در ۲۳ اردیبهشت ۱۲۷۵ با عزیمت از تهران به بندر انزلی آغاز کرد. او از آنجا با یک کشتی بخار به مسکو رفت و سپس از آنجا با قطار عازم برلین شد. او سپس از برلین به نقاط مختلف اروپا از جمله لندن و پاریس سفر کرد؛ سپس از اقیانوس اطلس عبور کرد و به نیویورک رفت و پس از آن از کانادا و آبشار نیاگارا نیز بازدید کرد. او سپس با قطار از قارهٔ آمریکای شمالی عبور کرد و سفر خود در این قاره را با رسیدن به ونکوور و ویکتوریا، بریتیش کلمبیا به پایان رساند. پس از آن با عبور از اقیانوس آرام خود را به بندر یوکوهاما در ژاپن رساند. صحاف‌باشی، پس از ترک ژاپن و پیش از بازگشت به ایران، از هنگ کنگ، پنانگ و هند نیز دیدن کرد. برخلاف هدایت، سفرهای صحاف‌باشی، به‌ویژه سفرش به ژاپن، پیش از جنگ روسیه و ژاپن انجام شد؛ با شکست دادن روسیه، که دشمن دیرینهٔ ایران و امپراتوری عثمانی دانسته می‌شد، ژاپن از سوی مسافرانی که بعدها و پس از جنگ به این کشور سفر کردن مورد مدح قرار گرفت. در مقابل، صحاف‌باشی که پیش از این جنگ به ژاپن سفر کرده بود، این کشور را با دیدگاه‌هایی عموماً منفی توصیف می‌کرد.
صحاف‌باشی در سفرنامهٔ خود به درچرخه‌سواری، زنان، مردان و کودکان در کنار هم در ایالات متحده اشاره کرده بود؛ او هنگامی که در یوکوهاما بود، دوچرخه‌ای خریداری کرد، اما بلافاصله با آن به زمین افتاد و تا ده روز پس از آن هنگام راه رفتن می‌لنگید. انتقاد او از اروپا، در واقع راهی برای انتقاد از فرهنگ ایرانی بود؛ فرهنگی که او آن را تنبل و احمقانه تلقی می‌کرد. او به‌ویژه منتقد زن‌ستیزی در جامعهٔ ایران بود.

### صنعت فیلم
صحاف‌باشی نخستین بار در اردیبهشت ۱۲۷۶ در تئاتر پالاس در لندن به تماشای فیلم نشست. او کار خرید و فروش عتیقه را آغاز کرد؛ همزمان که در اروپا به تحصیل مشغول بود، یک پروژکتور کینتوسکوپ ادیسون را به‌همراه چند فیلم خریداری کرد. علاوه بر دستگاه کینتوسکوپ، او یک سینماتوگراف را نیز خریداری کرد و آن را از لندن به ایران آورد و توضیحات فارسی این دستگاه را نیز ارائه کرد.
در سال ۱۲۸۳ (۱۹۰۴)، تنها ۹ سال پس از نخستین نمایش فیلم در اروپا توسط برادران لومیر، صحاف‌باشی نخستین سالن نمایش فیلم را در تهران و در حیاط پشتی مغازهٔ آنتیک‌فروشی خود در خیابان چراغ گاز (امیرکبیر کنونی) تأسیس کرد. در این تماشاخانه فیلم‌های کمدی، فیلم‌های ترفندی، مستندهای روسی و فیلم‌های خبری از نخستین جنگ بوئر در آفریقای جنوبی به نمایش درآمد. او همچنین فیلم‌های از شرکت فرانسوی پته را نیز در این تماشاخانه به نمایش گذاشت. در کمتر از یک ماه، فعالیت این تماشاخانه از سوی شیخ فضل‌الله نوری ممنوع شد که احتمالاً دلیل آن تأسیس تماشاخانه در ماه رمضان بوده است. محمدعلی جمال‌زاده، یکی از برجسته‌ترین نویسندگان ایرانی در سدهٔ ۲۰ میلادی، که در آن زمان ۱۲ سال داشت، در طول این یک ماه برای نخستین بار در این تماشاخانه به تماشای فیلم نشست.

### فعالیت سیاسی
صحاف‌باشی، مشابه دیگر پیشگامان صنعت سینمای ایران، مشروطه‌خواه بود و از جایگزینی پادشاهی مطلقه با پادشاهی مشروطه حمایت می‌کرد. در طول انقلاب مشروطه ایران او به یک انجمن مخفی پیوست که حامی اصلاحات مترقی بود؛ او در یکی از نشست‌های این گروه از اعضا خواست تا «برای کشور مادرمان، [که] آبستن مرگ است» به نشانهٔ سوگواری لباس سیاه بپوشند. او همچنین نامه‌ای به مظفرالدین‌شاه نوشت که در آن شاه را به سرنگونی تهدید کرده بود.

### سایر فعالیت‌ها
صحاف‌باشی تجهیزات علمی غربی دیگری را از جمله دستگاه‌های اشعه ایکس، فونوگراف و خودروهای بخار را به ایران وارد کرد. او همچنین مؤسس نخستین حمام نمره در ایران بود.

## ادامه زندگی
در سال ۱۲۸۵ صحاف‌باشی به‌دلیل بدهی ۱۲٬۰۰۰ (یا ۱۴٬۰۰۰) تومانی خود به ارباب جمشید، زندانی شد. کمی پس از این اتفاق، و احتمالاً به دلیل مخالفت مذهبیون با سینما و نیز فعالیت‌های صحاف‌باشی در حمایت از انقلاب مشروطه، او از ایران تبعید شد و دارایی‌ها و املاک او توسط خاندان سلطنتی مصادره شد.
ابوالقاسم رضایی، فرزند صحاف‌باشی، به‌همراه اسفندیار بزرگمهر و یک تاجر فرش آمریکایی به نام استیون اچ. نایمن، که نمایندهٔ فاکس قرن بیستم نیز بود، یک استودیوی مستندسازی و دوبله را در ایران تأسیس کرد.